# Briscous
Briscous é uma comuna francesa na região administrativa da Nova Aquitânia, no departamento dos Pirenéus Atlânticos. Estende-se por uma área de 31,16 km². Em 2010 a comuna tinha 2 924 habitantes (densidade: 93,8 hab./km²).